# What Makes a Man Start Fires?
What Makes a Man Start Fires? – drugi album studyjny zespołu Minutemen wydany w styczniu 1983. Materiał nagrano 3 lipca i w sierpniu 1982 w studiu "Music Lab" (Hollywood).

## Lista utworów
1. "Bob Dylan Wrote Propaganda Songs" (M. Watt) – 1:27
2. "One Chapter in the Book" (M. Watt) – 1:00
3. "Fake Contest" (M. Watt) – 1:44
4. "Beacon Sighted Through Fog" (M. Watt) – 1:00
5. "Mutiny in Jonestown" (D. Boon, M. Watt) – 1:06
6. "East Wind/Faith" (G. Hurley, M. Watt) – 2:10
7. "Pure Joy" (G. Hurley, M. Watt) – 1:30
8. "'99" (G. Hurley, M. Watt) – 1:00
9. "The Anchor" (G. Hurley, M. Watt) – 2:30
10. "Sell or Be Sold" (D. Boon, M. Watt) – 1:45
11. "The Only Minority" (D. Boon, M. Watt) – 1:00
12. "Split Red" (D. Boon, M. Watt) – 0:52
13. "Colors" (D. Boon, M. Watt) – 2:05
14. "Plight" (D. Boon, M. Watt) – 1:37
15. "The Tin Roof" (M. Watt) – 1:08
16. "Life As A Rehearsal" (M. Watt) – 1:35
17. "This Road" (M. Watt) – 1:26
18. "Polarity" (M. Watt) – 1:44

## Skład
- D. Boon – gitara, śpiew
- Mike Watt – gitara basowa, wokal wspierający
- George Hurley – perkusja

gościnnie
- Joe Baiza – gitara w "Beacon Sighted Through Fog" i "East Wind/Faith"

produkcja
- Spot – producent